# Ronald Levy (Leichtathlet)
Ronald Levy (* 30. Dezember 1992 im Westmoreland Parish) ist ein jamaikanischer Hürdenläufer, der sich auf den 110-Meter-Hürdenlauf spezialisiert hat.

## Sportliche Laufbahn
Erste internationale Erfahrungen sammelte Ronald Levy bei den Weltmeisterschaften 2017 in London, bei denen er seinen Vorlauf vorzeitig beenden musste. 2018 nahm er zum ersten Mal an den Hallenweltmeisterschaften in Birmingham teil und erreichte dort das Halbfinale, in dem er mit 7,62 s ausschied. Im April gewann er bei den Commonwealth Games im australischen Gold Coast in 13,19 s die Goldmedaille vor seinem Landsmann Hansle Parchment. Ende Juni siegte er in 13,18 s beim Meeting de Paris und wurde beim Birmingham Müller Grand Prix in 13,22 s Zweiter. Im September lief er dann beim Continentalcup in Ostrava nach 13,12 s auf dem zweiten Platz hinter dem Russen Sergei Schubenkow. Bei den IAAF World Relays 2019 in Yokohama erreichte er in der erstmals ausgetragenen Hürden-Pendelstaffel das Finale, verzichtete dort aber auf ein Antreten. Anfang Juli wurde er in 13,25 s Dritter bei der Athletissima in Lausanne und beim Memorial Van Damme in Brüssel gelangte er nach 13,31 s auf Rang zwei. Anschließend erreichte er bei den Weltmeisterschaften in Doha das Halbfinale und wurde dort disqualifiziert. 2021 siegte er Mitte Juli in 13,22 s bei den Anniversary Games und anschließend erreichte er bei den Olympischen Spielen in Tokio das Finale und gewann dort in 13,10 s die Bronzemedaille hinter seinem Landsmann Hansle Parchment und Grant Holloway aus den Vereinigten Staaten. Danach wurde er bei Weltklasse Zürich in 13,06 s Zweiter.
2022 startete er über 60 m Hürden bei den Hallenweltmeisterschaften in Belgrad und kam dort mit 7,75 s nicht über die erste Runde hinaus.
In den Jahren 2018, 2019 und 2021 wurde Levy jamaikanischer Meister im 110-Meter-Hürdenlauf. Er ist Absolvent der University of Technology in Jamaika.

## Persönliche Bestzeiten
- 110 m Hürden: 13,05 s (−1,5 m/s), 1. Juli 2017 in Paris
  - 60 m Hürden (Halle): 7,49 s, 25. Februar 2018 in Glasgow